# Mały Regiel (Tatry Bielskie)
Mały Regiel (słow. Malý Rigeľ, 1189 m n.p.m.) – niskie reglowe wzniesienie na północnej stronie Tatr Bielskich. Stanowi zakończenie długiego północnego ramienia Płaczliwej Skały. W Żlebińskich Turniach powyżej Małego Regla rozgałęzia się ono na dwie odnogi: Wielki Regiel i Mały Regiel. Pomiędzy tymi odnogami znajduje się niewielka Dolina Ptasiowska. Wydłużony grzbiet Małego Regla oddziela tę dolinkę od Doliny do Regli. Jest całkowicie zalesiony. Od górnej części grzbietu Mały Regiel oddzielony jest Ptasiowskim Siodłem.
U podnóża Małego Regla u wylotu Doliny do Regli znajduje się niewielka Ptasiowska Rówienka – skrzyżowanie szlaków turystycznych (dawniej punkt pobierania opłat za wstęp na ścieżkę dydaktyczną „Monkova dolina”). Mały Regiel jest turystycznie niedostępny; znajduje się na obszarze ochrony ścisłej TANAP-u.